# 下濑美术馆
下濑美术馆（日语：下瀬美術館，英语：Simose Art Museum）是一座位于日本广岛县大竹市的美术馆。

## 简介
下濑美术馆于2018年为纪念丸井产业株式会社成立60周年而筹划，并于2023年3月正式开馆。由建筑师坂茂设计了该博物馆，其展厅为多个漂浮于水中的可移动集装箱，坐落于俯瞰严岛和濑户内海的海岸边。馆藏包括日本传统人偶（如雏人形）、埃米尔·加莱的玻璃器皿，以及毕沙罗、亨利·卢梭、马蒂斯、夏加尔、佐伯佑三、岸田刘生、藤田嗣治、横山大观和加山雄三等艺术家的绘画作品。2024年12月，该馆荣获“世界最美博物馆”称号的凡尔赛奖。

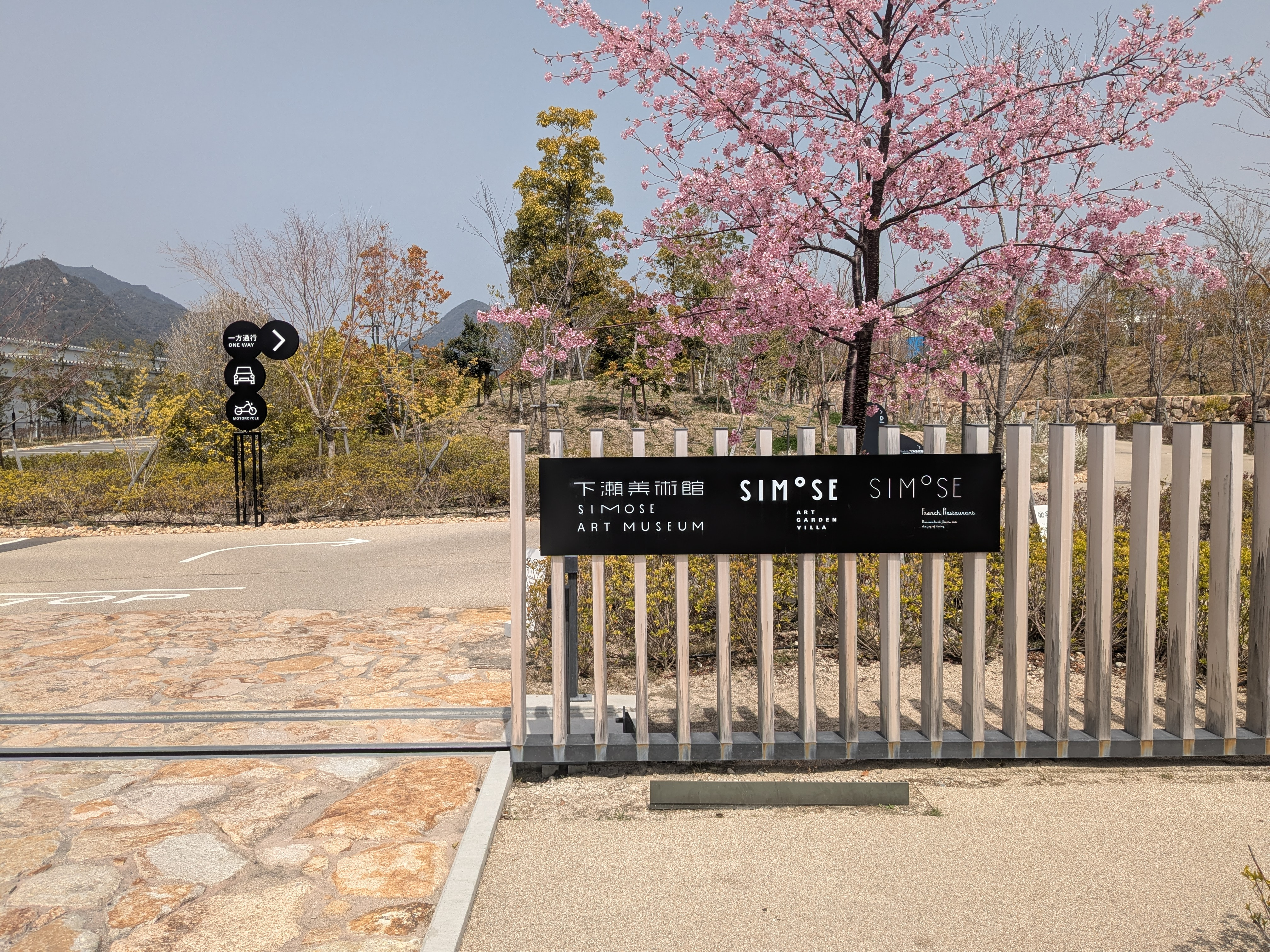
美术馆正门
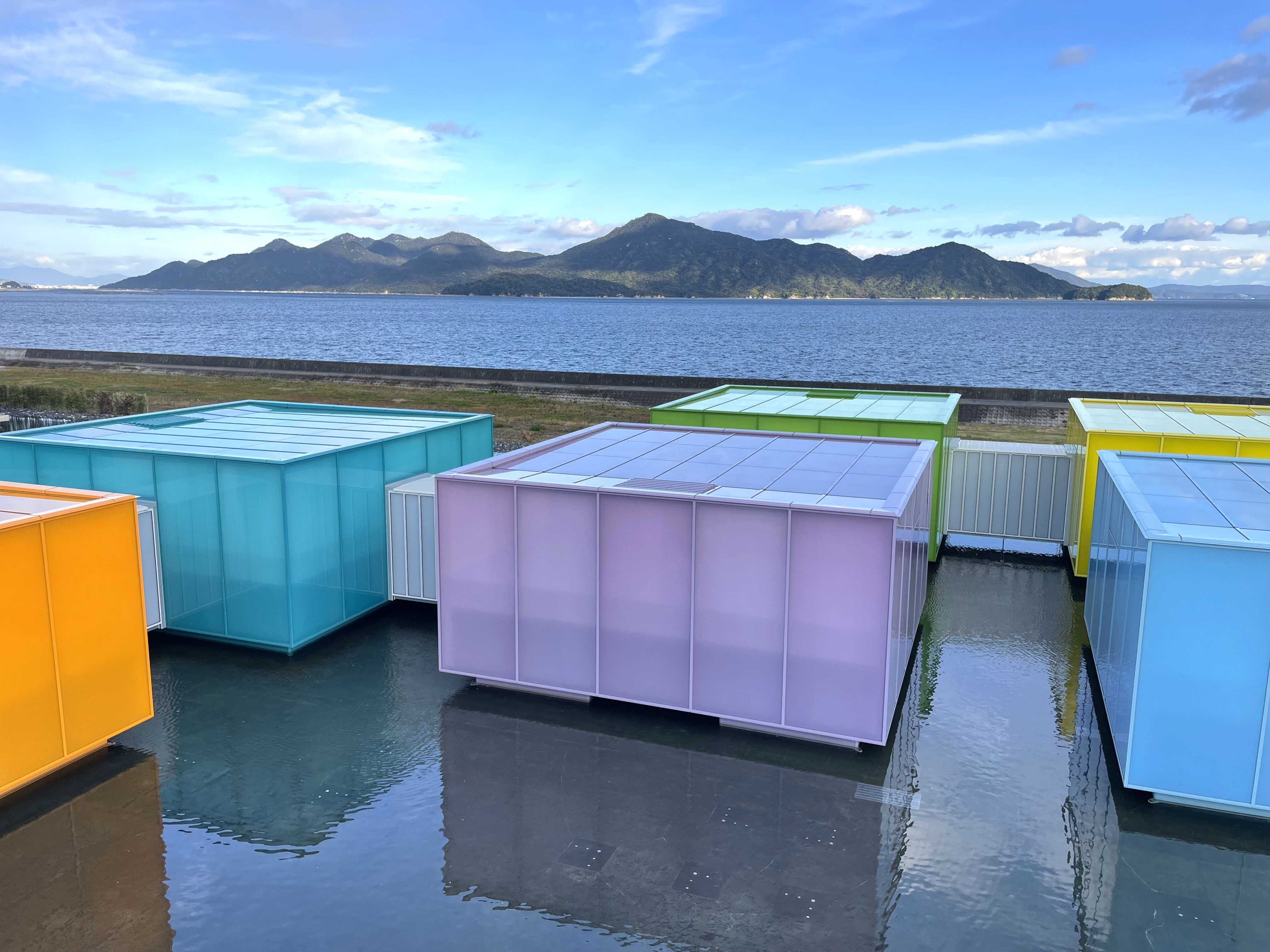
可移动集装箱式展厅
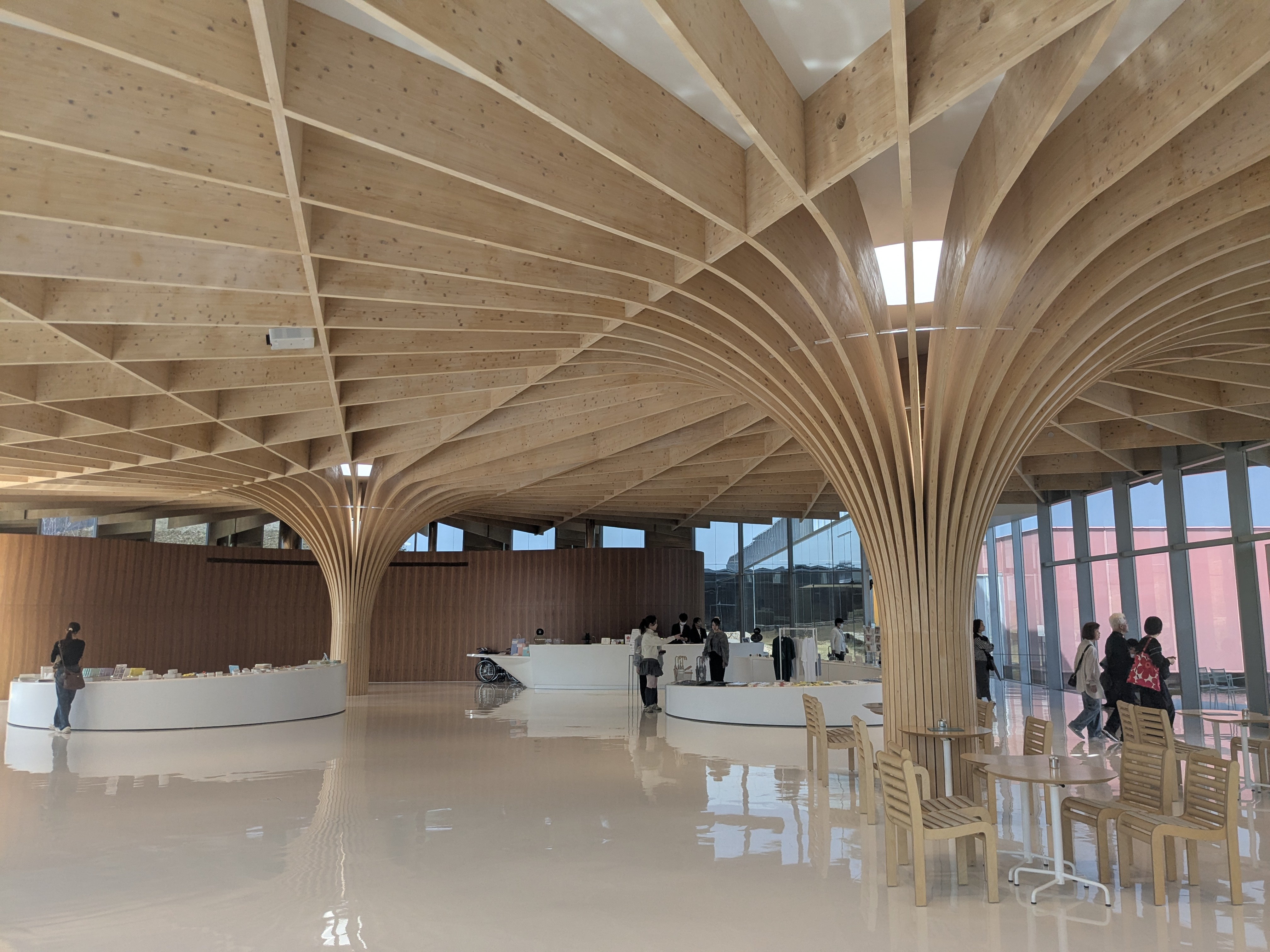
美术馆大堂
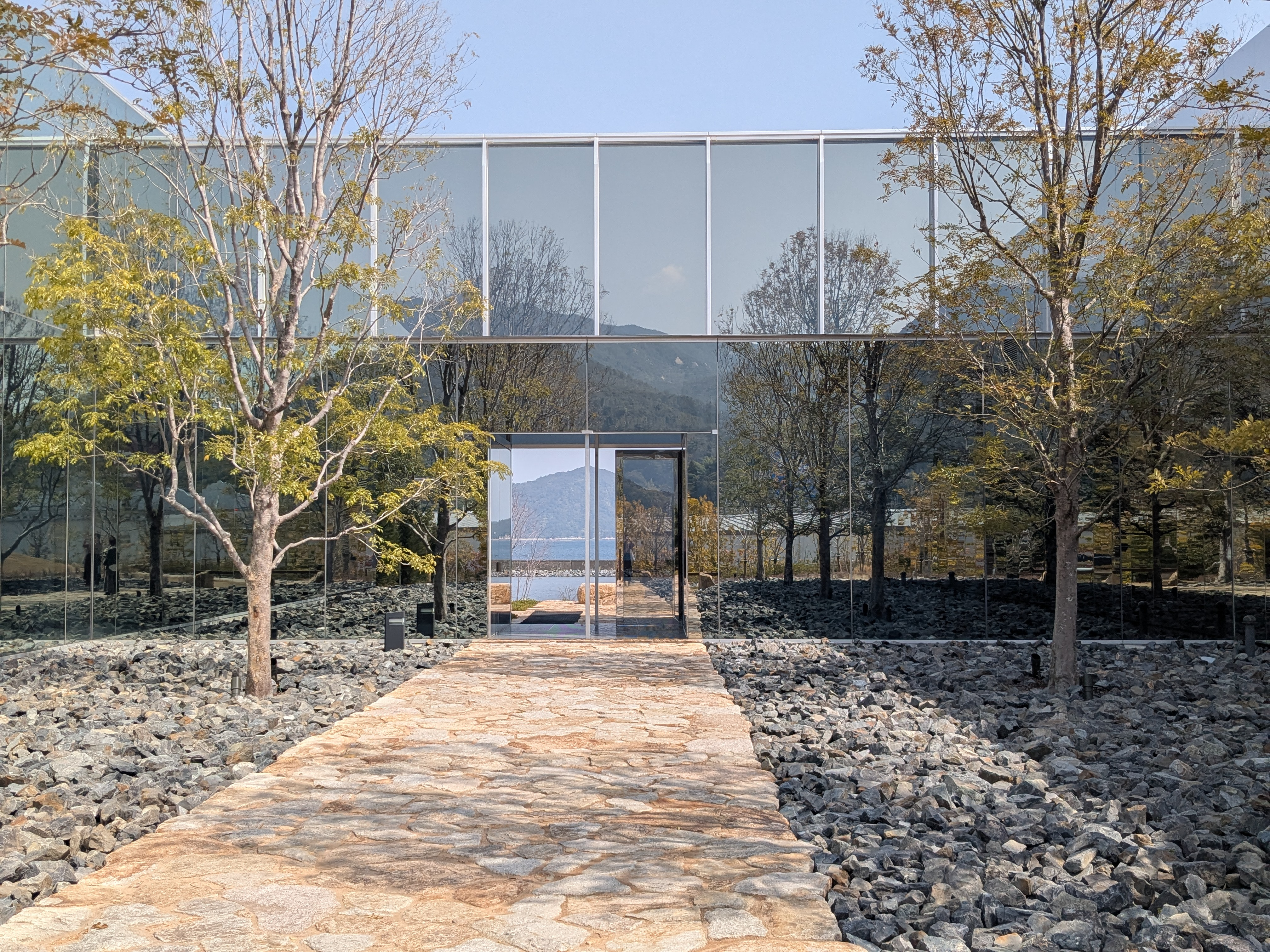
美术馆外的庭院